# Grégoire (évêque de Brechin)
Pour les articles homonymes, voir Grégoire.
Grégoire est un prélat écossais de la première moitié du XIIIe siècle. Premier archidiacre connu de Brechin, il est ensuite évêque de Brechin de 1218 à sa mort, survenue entre 1242 et 1246.